# Николаевская церковь (Прилуки)
Николаевская церковь — православный храм и памятник архитектуры национального значения в городе Прилуки Черниговской области.

## История
Николаевская церковь — редкий тип сооружения XVIII века, которое сочетает в общем объёме небольшую однонефную церковь с колокольней, композиция которого асимметрична.
Сооружена в 1720 году в стиле барокко на средства прилукского полковника Войска Запорожского Григория Игнатьевича Галагана. Вследствие ремонта после пожара 1817 года приобрела черты классицизма в декоре, в частности изменены формы колокольни.
Каменная, однонефная церковь с 5-гранной апсидой и двухъярусной колокольней, которая возвышается над общим объёмом. Неф храма перекрыт полуциркульным сводом с распалубками, апсида — конховым сводом, переходящим в полуциркульный. Первый ярус колокольни — четверик, перекрытый полуциркульным сводом с распалубками, второй — цилиндрический объём с четырьмя арочными проёмами со звонами, завершается куполом с люкарнами, в которых размещены часы. Фасад четверика украшен пилястровыми портиками (вместо колон пилястры), где карнизы с модульонами венчаются портики треугольными фронтонами. Двери и окна украшены профилированными наличниками. В интерьере церкви — на сводах и на оконных откосах — частично сохранилась роспись.
В 1963 году зданию храма присвоили статус памятника архитектуры национального значения.
В 1986 году был проведена реставрация. Здесь размещался художественный отдел Прилукского краеведческого музея.
Церковь была передана религиозной общине.

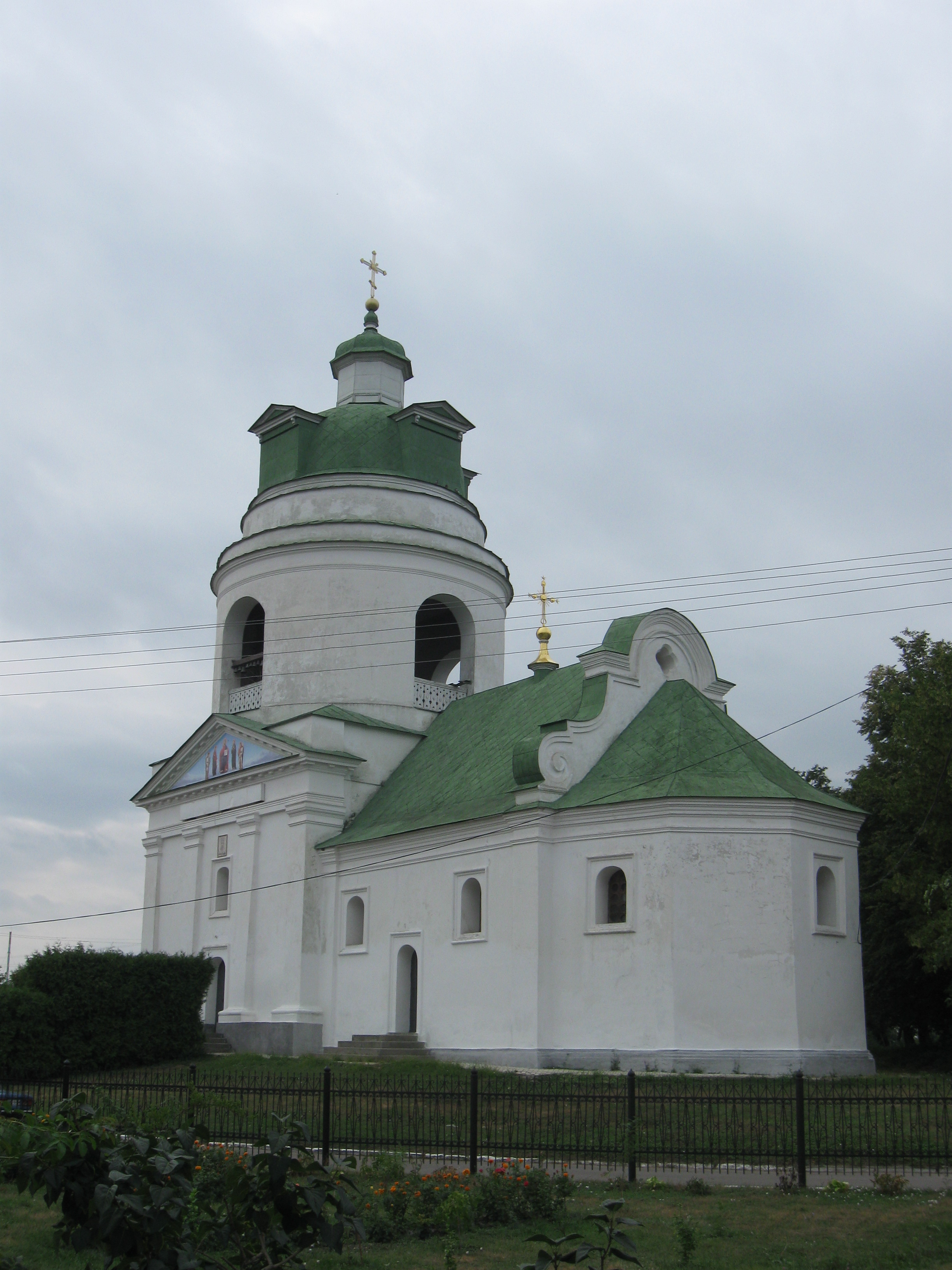
Вид с востока

## Священно- и церковнослужители
- 1863—1866 — священник Илья Григорьевич Дуброва
- 1866 — диакон Роман Иванович Новосельский
- 1866—1895 — дьячок Яков Федорович Лисовский
- 1891—1912 — священник Александр Ильич Дуброва
- 1891 — псаломщик Сергей Яковлевич Орановский (ум. 21.12.1891)[3]
- 1892—1895 — псаломщик Алексей Сергеевич Орановский (1912 — исп. долж. псаломщика диакон)
- 1912 — псаломщик Дмитрий Петрович Тернопольский
- 1912 — церковный староста Константин Николаевич Пирог